# 日本の一級河川一覧
日本の一級河川の一覧（にほんのいっきゅうかせんのいちらん）は、日本における主要な一級河川を記載した一覧である。

## 概要
日本の一級水系は全109水系が指定されている。これらの水系に属する河川は原則として一級河川であり、2022年（令和4年）4月現在、日本の一級河川数は14,079本である。（あくまで原則であるため、一級水系の支流・分流全てが一級河川とは限らず、一部の河川や区間は普通河川や準用河川に指定されている場合もあるため注意されたい。）
本項では一級河川のうち、一級水系の本川に加え、特に重要度や知名度が高い主要河川及び付随する湖沼を掲載している。掲載基準は脚注を参照。
運河や放水路などの人工河川についても、上記のうち一級河川と確認できたものは掲載している（例：貞山運河、武蔵水路、道頓堀川など）。
湖沼については、上記のうち、天然の湖沼もしくは旧河川に由来する湖沼で、かつ現存するものを掲載対象とする。ダム湖、人造の溜池、現存しない湖沼などは非掲載とする。
- 掲載する例：琵琶湖（淀川水系、構造湖）、網走湖（網走川水系、海跡湖）、桧原湖（阿賀野川水系、堰止湖）、榛名湖（利根川水系、火口原湖）など。
- 非掲載の例：朱鞠内湖（石狩川水系、ダム湖）、狭山池（大和川水系、人造ため池）、巨椋池（淀川水系、非現存）など。

（）には特殊な読み、〔〕に別名など、- に続けて特記事項を記載。†は特例記載。
地方区分は国土交通省による一級水系の地方区分に準拠し、各支流は下流から上流の順に記載している。琵琶湖に注ぐ河川は西岸の下流から上流へ、ついで東岸の下流から上流へ記載した。運河や放水路などで複数の河川に接続する場合はいずれか一方に記載し、適宜特記事項として加えた。

## 北海道
北海道開発局管轄の一級水系に属する一級河川。
- 天塩川
  - サロベツ川
    - パンケ沼（パンケトウ）
    - ペンケ沼（ペンケトウ）
    - 兜沼川†
      - 兜沼

  - 安平志内川（）
  - 名寄川
    - サンル川

  - 剣淵川

- 渚滑川

- 湧別川
  - 武利川（）

- 常呂川
  - 無加川

- 網走川
  - 網走湖
  - 女満別川
  - 美幌川
  - チミケップ川†
    - チミケップ湖

- 留萌川

- 石狩川
  - 茨戸川〔茨戸湖〕
    - 伏籠川
      - 発寒川
      - 創成川

  - 当別川
  - 豊平川
    - 厚別川

  - 千歳川〔江別川〕
    - 漁川（）
    - 支笏湖
      - オコタンペ川†
        - オコタンペ湖

  - 夕張川 - 上流部はシュウパロ川、シューパロ川とも表記
    - 幌向川（）

  - 幾春別川
  - 空知川
    - 芦別川
    - 富良野川

  - 徳富川（）
  - 雨竜川
  - 忠別川
    - 美瑛川

  - 牛朱別川（）

- 尻別川
  - 喜茂別川

- 後志利別川〔利別川〕

- 鵡川

- 沙流川
  - 額平川

- 釧路川
  - 新釧路川 - 分流
  - 久著呂川
  - 達古武沼（）
  - 塘路湖
  - 屈斜路湖

- 十勝川
  - 浦幌十勝川†
    - 浦幌川

  - 利別川
    - 足寄川（）
      - 螺湾川†
        - オンネトー〔オンネトー湖〕

  - 士幌川
  - 札内川
    - 帯広川
    - 戸蔦別川（）
      - 岩内川

  - 音更川（）
  - 然別川（） - 上流部の別称にトウマベツ川
    - 然別湖

  - 佐幌川

## 東北地方
東北地方整備局管轄の一級水系に属する一級河川。
- 岩木川 - 上流部の別称に大川
  - 十三湖
  - 山田川
    - 田光沼

  - 旧十川†
    - 金木川

  - 平川 (青森県)
    - 浅瀬石川
      - 中野川 (黒石市)

  - 暗門川

- 高瀬川〔七戸川〕
  - 小川原湖
  - 土場川
  - 坪川 (青森県) - 上流部の別称に大坪川

- 馬淵川
  - 熊原川
  - 安比川（）

- 北上川
  - 追波川（）
  - 旧北上川
    - 江合川〔荒雄川〕
    - 旧迫川（）†
      - 長沼川†
        - 長沼

    - 迫川（） - 上流部の別称に一迫川
      - 荒川 (迫川支流)†
        - 伊豆沼
          - 内沼 (登米市)

      - 三迫川
      - 二迫川（）

  - 二股川 (岩手県・宮城県)
  - 砂鉄川
  - 磐井川
    - 久保川 (岩手県)

  - 衣川 (岩手県) - 上流部の別称に北股川
  - 人首川（）
  - 広瀬川 (奥州市)
  - 胆沢川
  - 和賀川
  - 豊沢川
  - 猿ヶ石川
  - 稗貫川 - 上流部の別称に岳川
  - 雫石川
    - 南川 (岩手県)†
      - 鶯宿川

    - 葛根田川

  - 中津川 (岩手県)
  - 松川 (岩手県)
    - 赤川 (岩手県)

  - 丹藤川

- 鳴瀬川
  - 吉田川 (宮城県)
  - 多田川 (宮城県)
  - 田川 (宮城県)

- 名取川
  - 貞山運河〔貞山堀、北貞山運河、中貞山運河、南貞山運河〕
  - 広瀬川 (宮城県)
    - 大倉川 (宮城県)

  - 碁石川
    - 北川 (宮城県)

- 阿武隈川
  - 白石川
  - 広瀬川 (福島県)
  - 摺上川
  - 荒川 (福島県)
  - 五百川
  - 逢瀬川
  - 大滝根川
  - 釈迦堂川 - 旧称は広戸川
  - 谷津田川（）

- 米代川〔能代川〕
  - 藤琴川
  - 阿仁川〔大阿仁川〕
    - 小阿仁川

  - 早口川

- 雄物川〔雄物川放水路〕
  - 旧雄物川〔秋田運河〕†
    - 旭川 (秋田県)

  - 岩見川 (秋田県) - 上流部の別称に大又川
  - 玉川 (秋田県)
    - 桧木内川（）†
      - 潟尻川†
        - 田沢湖

    - 先達川

  - 皆瀬川 (秋田県)
    - 成瀬川

  - 役内川

- 子吉川 - 上流部の別称に鳥海川

- 最上川 - 上流部の別称に松川
  - 京田川
    - 藤島川 (山形県)

  - 相沢川 (山形県)†
    - 田沢川 (酒田市)

  - 立谷沢川
  - 鮭川 - 上流部の別称に大沢川
    - 升形川†
      - 指首野川

    - 真室川

  - 新田川 (新庄市)
  - 銅山川 (山形県)〔烏川〕
  - 最上小国川
  - 丹生川 (山形県)
  - 村山野川〔野川〕
  - 寒河江川
  - 須川 (山形県)
    - 立谷川
    - 馬見ヶ崎川
    - 蔵王川

  - 朝日川 (山形県)
  - 置賜野川〔野川〕
  - 置賜白川〔白川〕 - 白川ダム (山形県)も参照
  - 犬川 (川西町)
  - 鬼面川（） - 上流部の別称に小樽川
    - 大樽川

- 赤川
  - 大山川 (山形県)〔八沢川〕
  - 梵字川
    - 八久和川

  - 大鳥川〔東大鳥川〕 - 赤川の上流部
    - 大鳥池

## 関東地方
関東地方整備局管轄の一級水系に属する一級河川。
- 久慈川
  - 里川 (茨城県)
  - 山田川 (常陸太田市)

- 那珂川
  - 涸沼川
    - 涸沼

  - 桜川 (水戸市)†
    - 千波湖〔千波沼〕

  - 藤井川 (茨城県)
  - 緒川
  - 逆川 (茂木町)
  - 荒川 (栃木県)〔東荒川〕
    - 江川 (栃木県)
    - 西荒川

  - 武茂川
  - 箒川
    - 蛇尾川（） - 上流部の別称に大蛇尾川
      - 熊川 (栃木県)

  - 余笹川
    - 黒川 (那珂川水系)

  - 木の俣川〔木ノ俣川〕 - 木ノ俣用水も参照

- 利根川
  - 常陸利根川〔北利根川〕
    - 外浪逆浦（）
      - 鰐川 (茨城県)
        - 北浦
          - 巴川 (茨城県)〔九十九曲川〕

      - 与田浦

    - 霞ヶ浦
      - 新利根川
      - 桜川 (茨城県南部)
      - 園部川 (茨城県)
      - 恋瀬川

  - 横利根川
  - 長門川†
    - 印旛沼
      - 鹿島川 (千葉県)
      - 印旛放水路〔新川、花見川、検見川〕 - 東京湾へ放流する放水路

  - 手賀川†
    - 手賀沼

  - 小貝川
    - 谷田川 (茨城県)†
      - 牛久沼

    - 五行川〔勤行川〕

  - 利根運河 - 江戸川に接続
  - 鬼怒川
    - 田川 (利根川水系)
      - 赤堀川 (栃木県)

    - 大谷川 (日光市)
      - 中禅寺湖
        - 湯川 (日光市)†
          - 湯ノ湖

        - 柳沢川†
          - 西ノ湖

    - 男鹿川
      - 湯西川

    - 馬坂川〔馬坂沢〕
    - 鬼怒沼

  - 飯沼川 (利根川水系)†
    - 菅生沼

  - 江戸川 - 東京湾への分流。利根川東遷事業以前の旧本流
    - 旧江戸川

  - 渡良瀬川
    - 思川 (栃木県) - 上流部の別称に粕尾川、小倉川
      - 姿川
      - 黒川 (利根川水系)
      - 大芦川
        - 荒井川

      - 粟野川 (栃木県)

    - 巴波川（）
      - 永野川

    - 秋山川 (栃木県)
    - 矢場川†
      - 多々良川 (群馬県) - 流域に多々良沼

    - 旗川〔野上川〕
      - 彦間川〔飛駒川〕

  - 中川 - 葛西用水路で利根川から分流し、東京湾へ放流。中流域の別称に庄内古川。
    - 綾瀬川
      - 毛長川〔毛長堀〕

    - 新中川〔中川放水路〕 - 旧江戸川へ放流する分流
    - 元荒川
    - 大落古利根川〔古利根川〕

  - 武蔵水路 - 利根川水系の利根川から荒川水系の荒川へ放流する導水路
  - 福川 (埼玉県)†
  - 小山川†
    - 備前渠川〔備前渠用水〕 - 小山川へ合流した後、再度分流し最後は福川へ合流

  - 広瀬川 (群馬県)
    - 粕川 (中毛)

  - 烏川 (利根川水系)
    - 神流川 (利根川水系)
    - 鏑川 - 上流部の別称に西牧川
      - 鮎川 (群馬県)

    - 碓氷川
      - 九十九川 (群馬県)

  - 吾妻川
    - 沼尾川 (榛名山)
      - 榛名湖

    - 名久田川
    - 四万川
    - 白砂川〔須川〕
    - 万座川

  - 沼尾川 (赤城山)
  - 片品川
    - 栗原川 (群馬県)
    - 泙川（）
    - 大滝川†
      - 丸沼 (群馬県)
      - 菅沼 (群馬県)

    - 笠科川
    - 発知川（）
    - 桜川 (群馬県)

  - 赤谷川
  - 楢俣川

- 荒川 (関東)
  - 旧中川†
    - 小名木川 - 人工河川、隅田川から接続
    - 竪川 (東京都) - 人工河川、隅田川から接続
    - 北十間川† - 人工河川、隅田川から分流

  - 隅田川〔大川〕 - 東京湾へ注ぐ旧本流
    - 大横川† - 北十間川に接続、上流部は大横川親水公園
      - 横十間川 - 北十間川に接続

    - 日本橋川
    - 神田川 (東京都)
      - 妙正寺川
      - 善福寺川
        - 善福寺池

    - 石神井川
      - 三宝寺池

    - 新河岸川
      - 柳瀬川

  - 入間川 (埼玉県)〔名栗川〕
    - 越辺川（）
      - 都幾川†
        - 槻川

      - 高麗川

    - 小森川 (埼玉県)

  - 横瀬川
  - 中津川 (埼玉県)
  - 大洞川 (埼玉県)

- 多摩川 - 上流部の別称に丹波川、下流部の別称に六郷川
  - 野川 (東京都)
    - 仙川

  - 浅川 (東京都)〔北浅川、案下川〕
  - 秋川 (東京都) - 上流部の別称に南秋川
  - 日原川（）

- 鶴見川

- 相模川〔馬入川、桂川〕
  - 中津川 (相模川水系)
  - 道志川
  - 鶴川 (山梨県)
  - 宮川 (山梨県)†
    - 河口湖 - 人工の放水路で宮川と接続

  - 山中湖

- 富士川〔釜無川〕
  - 潤井川† - 星山放水路で富士川と接続。本川は田子の浦港へ放流。
  - 沼川 (静岡県) - 田子の浦港と潤井川を通じ富士川と接続
  - 芝川 (静岡県)
  - 佐野川 (山梨県)
  - 早川 (山梨県) - 上流部の別称に野呂川
    - 雨畑川

  - 笛吹川
    - 芦川 (山梨県)
    - 荒川 (山梨県)
    - 日川

  - 御勅使川（）
  - 塩川 (山梨県)
  - 小武川
  - 大武川

## 北陸地方
北陸地方整備局管轄の一級水系に属する一級河川。
- 荒川 (羽越)
  - 女川 (新潟県)
  - 大石川 (関川村)
  - 玉川 (小国町)
  - 横川 (山形県) - 上流部の別称に滝川

- 阿賀野川〔阿賀川、大川〕 - 最上流部の別称に荒海川
  - 新井郷川（） - 一部は新井郷川分水路を経て直接日本海へ放流
    - 福島潟

  - 早出川
  - 新谷川
  - 常浪川
  - 実川
  - 只見川
    - 野尻川 (福島県)
    - 伊南川（）〔檜枝岐川、桧枝岐川〕
    - 尾瀬沼

  - 濁川 (喜多方市)
  - 日橋川（）〔堂島川〕
    - 猪苗代湖
      - 長瀬川 (福島県)〔檜原川〕
        - 秋元湖〔吾妻湖〕
        - 小野川湖
        - 桧原湖
          - 雄子沢川†
            - 雄国沼

  - 宮川 (福島県)〔鶴沼川〕
  - 湯川 (福島県) - 湯川放水路は阿賀川へ放流、旧湯川は日橋川へ合流する

- 信濃川〔千曲川〕
  - 通船川† - 阿賀野川水系の阿賀野川から分流し信濃川水系の信濃川に接続
    - 新栗ノ木川† - 栗ノ木川も参照
      - 鳥屋野潟 - 一部は親松排水路を通じて信濃川へ放流

  - 関屋分水路 - 日本海への放水路
  - 西川 (越後平野) - 大河津分水路から分流し信濃川本流に接続
  - 中ノ口川 - 信濃川から分流し再合流する
    - 能代川 (新潟県)（）

  - 加茂川 (新潟県)
  - 五十嵐川 - 上流部の別称に大谷川
  - 刈谷田川
  - 大河津分水路〔新信濃川〕 - 日本海への放水路
  - 渋海川
  - 魚野川
    - 破間川（）
    - 三国川（）

  - 清津川
  - 中津川 (信濃川水系)
  - 鳥居川
  - 犀川 (長野県)〔梓川〕
    - 裾花川
    - 高瀬川 (長野県)
      - 農具川†
        - 仁科三湖（木崎湖、中綱湖、青木湖）

      - 鹿島川 (長野県)

    - 穂高川 - 上流部の別称に中房川
      - 烏川 (長野県)

    - 奈良井川
    - 島々谷川
    - 奈川
    - 大正池 (松本市)
    - 明神池 (松本市)

  - 神川 (長野県)（）
  - 依田川
  - 石堂川 (長野県)†
    - 大石川 (長野県)†
      - 白駒池〔白駒の池〕

- 関川 (信越) - 下流部の別称に荒川
  - 保倉川
  - 矢代川
  - 池尻川†
    - 野尻湖

- 姫川

- 黒部川
  - 黒薙川

- 常願寺川 - 上流部の別称に真川
  - 和田川 (常願寺川水系)
  - 称名川

- 神通川〔宮川〕
  - 井田川〔室牧川、大長谷川〕
    - 山田川 (神通川水系)〔百瀬川〕
    - 野積川

  - 熊野川 (富山県)
  - 高原川〔平湯川、大滝川〕
  - 小鳥川 - 流路上に下小鳥ダムがある
  - 荒城川
  - 小八賀川
  - 川上川 (高山市)

- 庄川
  - 利賀川（）
  - 大白川
  - 六厩川（）
  - 尾上郷川

- 小矢部川〔射水川〕
  - 山田川 (小矢部川水系)〔原川、砺波山田川〕

- 手取川 - 上流部の別称に牛首川
  - 大日川 (石川県)

- 梯川〔大杉谷川〕
  - 前川 (石川県)〔日用川〕†
    - 木場潟

## 中部地方
中部地方整備局管轄の一級水系に属する一級河川。
- 狩野川
  - 黄瀬川
  - 柿田川

- 安倍川 - 最上流部の別称に三河内川
  - 藁科川

- 大井川 - 源流部の別称に東俣川
  - 野守の池
  - 寸又川 - 寸又峡も参照

- 菊川

- 天竜川
  - 気田川
  - 水窪川 - 上流部の別称に白倉川
  - 大千瀬川 - 上流部の別称に振草川
    - 大入川

  - 遠山川 (長野県)
    - 上村川 (天竜川水系)

  - 和知野川
    - 売木川

  - 阿知川〔阿智川〕 - 上流部の別称に黒川
    - 本谷川 (阿智村)

  - 片桐松川〔松川〕
  - 小渋川
  - 三峰川（）
    - 黒川 (伊那市)〔小黒川〕

  - 横川川 (長野県)
  - 諏訪湖
    - 上川 (長野県) - 上流部の別称に渋川

- 豊川〔寒狭川〕
  - 宇連川〔宇蓮川、三輪川、板敷川〕

- 矢作川 - 最上流部の別称に根羽川
  - 矢作古川 - 分流
  - 乙川〔菅生川、大平川〕
    - 男川

  - 巴川 (矢作川水系)
    - 足助川（）

  - 段戸川
  - 名倉川
  - 上村川 (矢作川水系)〔平谷川〕

- 庄内川〔土岐川〕
  - 矢田川 (愛知県)
  - 堀川 (名古屋市) - 分流。一部区間の別称に黒川
  - 新川 (庄内川水系) - 分流。新川洗堰を通じ庄内川と接続

- 木曽川
  - 飛騨川〔益田川〕
    - 白川 (岐阜県) - 上流部の別称に加子母川
    - 馬瀬川
      - 和良川

    - 小坂川 (岐阜県)
      - 濁河川（）

  - 付知川
  - 中津川 (岐阜県)
  - 阿寺川 (長野県)
  - 王滝川

- 長良川
  - 武儀川
  - 板取川
  - 吉田川 (郡上市)

- 揖斐川
  - 牧田川
    - 杭瀬川

  - 根尾川

- 鈴鹿川

- 雲出川
  - 中村川 (三重県)
  - 八手俣川

- 櫛田川
  - 祓川 (三重県) - 分流
  - 蓮川（）

- 宮川 (三重県)
  - 五十鈴川 - 伊勢湾に放流。河口部の宇治山田港と大湊川を通じ宮川に接続。下流部の別称に汐合川。
  - 大内山川

## 近畿地方
近畿地方整備局管轄の一級水系に属する一級河川。
- 九頭竜川
  - 竹田川 (福井県)
  - 日野川 (福井県) - 上流部の別称に岩谷川
    - 足羽川（）
      - 芦見川

    - 浅水川 (福井県)（）
    - 天王川 (福井県)
    - 吉野瀬川

  - 滝波川
  - 真名川
    - 笹生川

  - 打波川
  - 石徹白川（）

- 北川 - 上流部の別称に天増川（）

- 由良川 - 上流部の別称に美山川
  - 土師川 (京都府)（）
  - 上林川

- 淀川〔新淀川、宇治川、瀬田川〕
  - 正蓮寺川
  - 旧淀川〔安治川、堂島川、大川〕 - 旧本流で現在は分流
    - 土佐堀川
      - 東横堀川 - 分流、道頓堀川に接続
      - 木津川 (大阪府) - 分流
        - 道頓堀川
        - 尻無川 (大阪府) - 分流

    - 寝屋川

  - 神崎川 (大阪府・兵庫県) - 派川
    - 猪名川
    - 安威川

  - 芥川 (大阪府)
  - 天野川 (大阪府)
  - 桂川 (淀川水系)〔保津川、大堰川〕
    - 鴨川 (淀川水系)〔賀茂川〕
      - 西高瀬川
      - 白川 (淀川水系)
      - 高野川 (京都市)

    - 天神川 (京都市)〔紙屋川〕
    - 清滝川 (京都府)
    - 田原川 (南丹市)

  - 木津川 (京都府)〔伊賀川、長田川〕
    - 名張川
      - 宇陀川
      - 青蓮寺川

    - 服部川 (三重県)
      - 柘植川

  - 東高瀬川 - 鴨川で分断された上流部の高瀬川は普通河川
  - 大戸川（）
  - 琵琶湖
    - 大宮川
    - 真野川 (滋賀県)
    - 和邇川
    - 鴨川 (滋賀県)
    - 安曇川（）
    - 石田川 (滋賀県)
    - 知内川 (滋賀県)
    - 草津川
    - 野洲川
      - 杣川

    - 日野川 (滋賀県)
    - 長命寺川†
      - 西の湖

    - 愛知川（）
    - 曽根沼〔曾根沼〕
    - 犬上川
    - 芹川 (滋賀県)
    - 天野川 (滋賀県)
    - 姉川
      - 高時川

    - 余呉川
      - 高田川 (滋賀県)†
        - 余呉湖

- 大和川〔初瀬川〕
  - 西除川 - 上流部の別称に天野川
  - 石川 (大阪府)
  - 葛下川（）
  - 竜田川〔平群川、生駒川〕
  - 富雄川
  - 曽我川〔曾我川〕
    - 葛城川

  - 飛鳥川 (奈良県)
  - 佐保川

- 円山川〔朝来川〕
  - 出石川
  - 八木川
  - 大屋川 (兵庫県)

- 加古川〔佐治川〕 - 下流部の別称に印南川
  - 美嚢川
    - 志染川（）〔山田川〕

  - 東条川
  - 篠山川

- 揖保川 - 上流部の別称に三方川、倉床川
  - 林田川
  - 引原川

- 紀の川〔紀ノ川、吉野川〕
  - 貴志川
  - 丹生川 (奈良県中部)〔大和丹生川〕
  - 高見川

- 熊野川〔新宮川、十津川、天ノ川〕 - 上流部の別称に川迫川（）
  - 相野谷川 (三重県)（）
  - 赤木川
  - 北山川
    - 大又川

  - 大塔川

## 中国地方
中国地方整備局管轄の一級水系に属する一級河川。
- 千代川 - 上流部の別称に智頭川
  - 湖山川〔長柄川〕†
    - 湖山池

  - 野坂川
  - 八東川
  - 佐治川 (鳥取県)

- 天神川 - 上流部の別称に竹田川
  - 小鴨川
    - 国府川 (鳥取県)

  - 三徳川〔三朝川〕
    - 小鹿川 - 小鹿渓も参照。三朝川の上流部とされる場合もある

- 日野川
  - 法勝寺川
  - 印賀川

- 斐伊川
  - 境水道 - 斐伊川の最下流部
  - 中海 - 斐伊川本川の一部
    - 伯太川
    - 飯梨川
    - 意宇川

  - 大橋川 - 斐伊川本川の一部
  - 宍道湖 - 斐伊川本川の一部
    - 佐陀川 (島根県) - 日本海へ放流する人工河川

  - 神戸川 (島根県) - 斐伊川放水路で接続。本流は日本海（大社湾）へ放流。上流部の別称に赤名川。
    - 頓原川

  - 赤川 (雲南市)
  - 三刀屋川
  - 阿井川

- 江の川〔江川、可愛川（）、郷川〕
  - 八戸川
  - 沢谷川 (島根県)
  - 出羽川（）
  - 神野瀬川〔神之瀬川〕 - 神之瀬峡も参照
  - 馬洗川
    - 西城川
      - 比和川

    - 上下川

- 高津川 - 上流部の別称に吉賀川
  - 匹見川
  - 津和野川

- 吉井川
  - 吉野川 (岡山県)
  - 加茂川 (津山市)

- 旭川 (岡山県)
  - 百間川〔旭川放水路〕 - 放水路
  - 宇甘川（）
  - 備中川
  - 目木川
  - 新庄川 (美作国)

- 高梁川
  - 小田川 (高梁川水系)
  - 成羽川〔東城川〕
    - 帝釈川 - 帝釈川ダムも参照

  - 有漢川（）
  - 小坂部川

- 芦田川
  - 御調川（）

- 太田川〔太田川放水路〕
  - 三篠川〔三田川〕
  - 滝山川 - 温井ダム、王泊ダムも参照
    - 大佐川

  - 柴木川 - 流域に三段峡がある

- 小瀬川〔木野川〕

- 佐波川

## 四国地方
四国地方整備局管轄の一級水系に属する一級河川。
- 吉野川
  - 鮎喰川
  - 旧吉野川 - 旧流路、分流。
    - 今切川 - 分流

  - 日開谷川
  - 穴吹川
  - 貞光川
  - 祖谷川（）
    - 松尾川 (徳島県)

  - 銅山川 (四国)〔伊予川〕
  - 立川川
  - 汗見川
  - 瀬戸川 (土佐町)

- 那賀川
  - 桑野川 - 派川那賀川へ合流

- 土器川〔祓川〕

- 重信川
  - 石手川
  - 砥部川

- 肱川 - 上流部の別称に宇和川
  - 矢落川
  - 小田川 (愛媛県)
    - 中山川 (伊予市・内子町)

- 物部川
  - 上韮生川（）

- 仁淀川〔面河川〕
  - 黒川 (愛媛県)
  - 久万川 (仁淀川水系)

- 四万十川〔渡川、松葉川〕
  - 中筋川 - 中筋川ダムも参照
  - 後川 (四万十市)
  - 黒尊川
  - 広見川〔吉野川〕
  - 檮原川〔梼原川〕（）
  - 仁井田川 (四万十町)

## 九州地方
九州地方整備局管轄の一級水系に属する一級河川。
- 遠賀川
  - 彦山川
    - 中元寺川

- 山国川

- 筑後川〔三隈川、大山川、杖立川〕
  - 早津江川 - 分流
  - 宝満川
  - 佐田川 (福岡県)
  - 隈上川（） - 上流部の別称に新川、新川川
  - 花月川
  - 玖珠川
    - 鳴子川 (大分県)

- 矢部川
  - 沖端川（） - 分流
    - 塩塚川 - 分流

  - 星野川

- 松浦川

- 六角川 - 上流部の別称に潮見川または汐見川
  - 牛津川 - 上流部の別称に多久川

- 嘉瀬川〔川上川〕
  - 多布施川 - 派川

- 本明川

- 菊池川〔高瀬川〕

- 白川 (熊本県)
  - 黒川 (熊本県)

- 緑川
  - 加勢川†
    - 江津湖

  - 御船川

- 球磨川
  - 万江川
  - 川辺川 - 上流部の別称に五木川

- 大分川〔堂尻川〕
  - 賀来川
    - 由布川 - 由布川峡谷も参照

  - 芹川 (竹田市)
  - 阿蘇野川

- 大野川
  - 奥岳川
  - 緒方川
  - 玉来川〔山鹿川〕

- 番匠川
  - 堅田川

- 五ヶ瀬川
  - 北川 (五ヶ瀬川水系)
  - 祝子川（）
  - 日之影川

- 小丸川

- 大淀川
  - 本庄川〔綾川、綾南川〕
    - 綾北川

  - 岩瀬川 (南九州)〔浜瀬川、浜の瀬川〕
  - 庄内川 (南九州) - 上流部の別称に千足川（）

- 川内川
  - 樋脇川†
    - 後川内川†
      - 藺牟田池

- 肝属川〔鹿屋川〕